# Quarte (orgue)
Pour les articles homonymes, voir Quarte.
Quarte ou « quarte de nasard » : jeu d'orgue appartenant à la famille des flûtes à l’unisson de la doublette.

## Description
Elle se trouve une quarte au-dessus du nasard, d'où son nom. Elle porte parfois le nom de « flageolet ».
Voici quelques définitions :
- « Jeu à bouche, improprement appelé « quarte » et dont le nom sous-entend le complément de « nasard ». En effet la quarte étant un jeu de 2 pieds, il s’ensuit que sa tonalité est celle de la quarte du nasard, qui est la quinte du jeu de 4 pieds. Tout au plus peut-on dire que la quarte a un timbre différent de celui de la doublette de 2 pieds, à cause de sa taille plus forte[1]. »
- « La Quarte de Nasard est un jeu ouvert & de mutation, quoiqu’à l’unisson de la Doublette ; on lui donne toute l’étendue du clavier. Comme on le fait toujours en étoffe, de grosse taille, & qu’il est destiné à être toujours mélangé avec les Nasards & les Tierces préférablement à la doublette, il est regardé comme un Jeu de mutation. On le nomme Quarte de Nasard, parce qu’il sonne effectivement une quarte au-dessus du Nasard. On emploie aussi ce Jeu dans le Positif, & on le fait alors un peu moins gros de taille. Son premier tuyau a 2 pieds. On met quelquefois une Quarte de Nasard à la Pédale[2]. »
- « La Quarte de 2 pieds, est une flûte ouverte, trop petit pour un jeu bouché dans la suite de la flûte 4 et du nasard ; on ne la fait pas non plus (sauf exception, évidemment) conique comme souvent les tierces. il faut se rappeler qu’il n’était pas rare de voir Doublette ET Quarte au même clavier surtout au positif justement pour avoir un jeu de Tierce cohérent ,avec bourdon et flûte 4, où la quarte est effectivement le complément du nasard, ce qu’a bien soupçonné Mutin tout en s’en défendant. Dans le cornet le 4ème rang est un rang de Quarte. Ce jeu a disparu au XIXe siècle (en même temps que la tierce séparée, ce qui est logique) et a réapparu avec l’orgue néo baroque. L’orgue néoclassique a préféré souvent l’appeler « flûte 2 » au récit[2]. »